# Пинлян
Пинля́н (кит. упр. 平凉, пиньинь Píngliàng) — городской округ в провинции Ганьсу КНР. Название означает «умиротворённая Лян»; оно появилось после того, как в 376 году государство Ранняя Цинь завоевало государство Ранняя Лян и присоединило к себе его территорию.

## История
Царство Цинь захватило эти земли у кочевников в 623 году до н. э. В 319 году до н. э. здесь были созданы уезды Цзинъян (泾阳县), Учжи (乌氏县) и Чуньгу (鹑觚县).
После того, как царство Цинь впервые в истории объединило Китай в единую империю, и разделило страну на округа-цзюнь, то эти земли оказались в составе округов Лунси (陇西郡) и Бэйди (北地郡), а также области Нэйши (内史). При империи Хань в 114 году до н. э. из округа Бэйди был выделен округ Аньдин (安定郡), а из округа Лунси — округ Тяньшуй (天水郡).
В эпоху Троецарствия эти земли оказались в составе царства Вэй и попали в состав провинции Юнчжоу (雍州). При империи Ранняя Цинь в 358 году власти Юнчжоу переехали в Аньдин. В 376 году было разгромлено государство Ранняя Лян и создан округ Пинлян (平凉郡).
При империи Северная Вэй в 430 году была создана провинция Цзинчжоу (泾州), состоявшая из 6 округов; территория современного городского округа оказалась в составе округов Аньдин, Лундун (陇东郡), Синьпин (新平郡) и Чжаопин (赵平郡).
При империи Тан страна была разделена на провинции-дао, и основная часть территории современного городского округа оказалась в составе провинции Гуаньнэй (关内道). Во второй половине VIII века, воспользовавшись ослаблением страны в результате мятежа Ань Лушаня, в империю вторглись тибетцы, и вплоть до конца IX века эти места оставались зоной боевых действий.
При империи Сун над областями-чжоу были созданы провинции-лу, и эти земли оказались в составе входивших в провинцию Цзинъюань (泾原路) областей Цзинчжоу (泾州), Вэйчжоу (渭州) и Ичжоу (仪州). Затем эти земли были захвачены чжурчжэнями и оказались в составе империи Цзинь. В 1131 году область Вэйчжоу стала Пинлянской управой (平凉府), в 1139 году вновь стала областью Вэйчжоу, в 1187 году — снова Пинлянской управой; при империи Цзинь Пинлянской управе подчинялось 5 уездов. В 1230 году эти земли были захвачены монголами.
При империи Мин территория, подвластная Пинлянской управе, неоднократно расширялась, и в 1560 году в её подчинении уже было 3 области и 7 отдельных уездов. При империи Цин в 1777 году область Цзинчжоу была поднята в статусе и стала «непосредственно управляемой» (то есть стала подчиняться напрямую властям провинции, минуя промежуточное звено в виде управы); с 1778 года Пинлянской управе подчинялось 2 области и 3 уезда. После Синьхайской революции в Китае была проведена реформа структуры административного деления, и в 1913 году области и управы были расформированы.
В 1949 году был создан Подрайон Пинлян (平凉分区). В феврале 1950 года урбанизированная часть уезда Пинлян была выделена в отдельный город Пинлян. В апреле 1951 года Подрайон Пинлян был переименован в Специальный район Пинлян (平凉专区).
В мае 1953 года уезд Цзинъюань был преобразован в Цзинъюань-Хуэйский автономный район (泾源回族自治区). В июне 1953 года город Пинлян стал городом провинциального подчинения. В марте 1955 года Цзинъюань-Хуэйский автономный район был преобразован в Цзинъюань-Хуэйский автономный уезд (泾源回族自治县).
В октябре 1955 года Специальный район Цинъян (庆阳专区) был присоединён к Специальному району Пинлян, в котором в результате оказалось 15 уездов и 1 город. В 1956 году в состав Специального района Пинлян был передан уезд Чжуанлан.
В 1958 году был создан Нинся-Хуэйский автономный район, и уезды Лундэ и Цзинъюань (бывший Цзинъюань-Хуэйский автономный уезд) были переданы в его состав. Уезд Чунсинь был присоединён к уезду Хуатин, уезд Линтай — к уезду Цзинчуань; затем уезд Чжуанлан был присоединён к уезду Цзиннин, уезд Хуатин был разделён между городом Пинлян и уездом Цзинчуань, а уезд Пинлян был присоединён к городу Пинлян.
В ноябре 1961 года был воссоздан Специальный район Цинъян, в состав которого вошло 7 уездов из Специального района Пинлян. В декабре 1961 года были воссозданы уезды Хуатин, Линтай, Чжуанлан и Чунсинь. В июне 1964 года город Пинлян был преобразован в уезд Пинлян. В октябре 1969 года Специальный район Пинлян был переименован в Округ Пинлян (平凉地区). В июле 1983 года уезд Пинлян стал городским уездом Пинлян.
2 июня 2002 года постановлением Госсовета КНР округ Пинлян был преобразован в городской округ Пинлян; территория расформированного городского уезда Пинлян стала районом Кунтун в его составе.
31 августа 2018 года уезд Хуатин был поднят преобразован в городской уезд.

## Административно-территориальное деление
Городской округ Пинлян делится на 1 район, 6 уездов:
| Карта                                                   | Карта     | Карта     | Карта           | Карта         | Карта            |
| ------------------------------------------------------- | --------- | --------- | --------------- | ------------- | ---------------- |
| Кунтун Цзинчуань Линтай Чунсинь Хуатин Чжуанлан Цзиннин |           |           |                 |               |                  |
| Статус                                                  | Название  | Иероглифы | Пиньинь         | Площадь (км²) | Население (2009) |
| Район                                                   | Кунтун    | 崆峒区    | Kōngtóng qū     | 1936          | 480 000          |
| Уезд                                                    | Цзинчуань | 泾川县    | Jīngchuān xiàn  | 1409          | 330 000          |
| Уезд                                                    | Линтай    | 灵台县    | Língtái xiàn    | 2038          | 230 000          |
| Уезд                                                    | Чунсинь   | 崇信县    | Chóngxìn xiàn   | 849           | 90 000           |
| Городской уезд                                          | Хуатин    | 华亭市    | Huátíng shì     | 1183          | 170 000          |
| Уезд                                                    | Чжуанлан  | 庄浪县    | Zhuānglàng xiàn | 1553          | 420 000          |
| Уезд                                                    | Цзиннин   | 静宁县    | Jìngníng xiàn   | 2193          | 470 000          |